# Saint-Jean-de-Bassel
Saint-Jean-de-Bassel település Franciaországban, Moselle megyében. Lakosainak száma 319 fő (2022. január 1.). Saint-Jean-de-Bassel Berthelming, Belles-Forêts, Gosselming, Haut-Clocher és Mittersheim községekkel határos.

## Népesség
A település népessége az elmúlt években az alábbi módon változott:
| Lakosok száma | 376  | 336  | 341  | 339  | 325  | 338  | 350  | 357  | 344  | 319  |
|               | 1968 | 1982 | 1990 | 2006 | 2013 | 2015 | 2017 | 2019 | 2020 | 2022 |